# San Ildefonso Villa Alta
San Ildefonso Villa Alta är en kommunhuvudort i Mexiko.   Den ligger i kommunen San Ildefonso Villa Alta och delstaten Oaxaca, i den sydöstra delen av landet, 400 km sydost om huvudstaden Mexico City. San Ildefonso Villa Alta ligger 1 236 meter över havet och antalet invånare är 3 100.
Terrängen runt San Ildefonso Villa Alta är bergig, och sluttar västerut. Runt San Ildefonso Villa Alta är det ganska glesbefolkat, med 31 invånare per kvadratkilometer. San Ildefonso Villa Alta är det största samhället i trakten. I omgivningarna runt San Ildefonso Villa Alta växer huvudsakligen savannskog.